# 赫尔穆特·布拉泽尔曼
赫尔穆特·布拉泽尔曼（德語：Helmut Braselmann，1911年9月18日—1993年2月23日），德国男子手球运动员。他曾代表德国参加1936年夏季奥林匹克运动会手球比赛，获得一枚金牌，他在其中两场比赛期间有上场。